# São Francisco da Praia
São Francisco da Praia é um distrito do município brasileiro de São Sebastião, que integra a Região Metropolitana do Vale do Paraíba e Litoral Norte, no litoral do estado de São Paulo.

## História

### Origem
A origem de São Francisco da Praia está intimamente ligada a construção do Convento de Nossa Senhora do Amparo no século XVII.
Entre os franciscanos que vieram ajudar a colonizar o Brasil logo após o seu descobrimento haviam excelentes arquitetos, e uma das provas disso são as construções erguidas pela Ordem de São Francisco no país.
Eles conceberam para seus prédios formas arquitetônicas inéditas, distribuídos por diversos pontos da costa litorânea, desenvolvendo um estilo que leva a crer na existência de uma verdadeira escola de arquitetos entre a irmandade franciscana.
Dentre essas construções que sobreviveram à séculos destaca-se o Convento, que foi projetado a pedido dos moradores que desejavam que construíssem ali um convento. Depois de inspecionarem vários sítios, religiosos que viajavam pela região deram preferência para as terras situadas em paragens pitorescas, à beira de uma enseada, oferecidas por Antônio Coelho de Abreu.
Nesse local já existia uma capela junto com uma pequena moradia, conforme documentos do próprio Convento. A licença para a construção foi dada por Provisão em 1658. Dois franciscanos, Frei Baltasar das Neves e Frei Luís, deram início às obras em 1664. 
A construção, feita com a ajuda de escravos, levou quatro anos para ser erguida, sendo um conjunto composto pela igreja e convento. Foi construído com taipa de pilão e também pedra e alvenaria de tijolo. Em meados de 1668, aproximando-se do seu acabamento, foi celebrada a primeira festa.

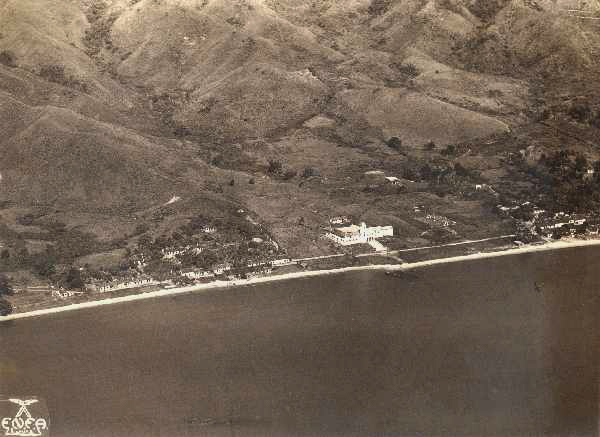
Vista aérea (1939).

### Formação administrativa
- Lei nº 13 de 02/04/1856 - Cria a freguesia[5].
- Lei nº 55 de 05/04/1870 - Extingue a freguesia[6].
- Distrito criado novamente pela Lei n° 8.092 de 28/02/1964, com sede no povoado de São Francisco e com território desmembrado do distrito da sede do município de São Sebastião[7][8].

## Geografia

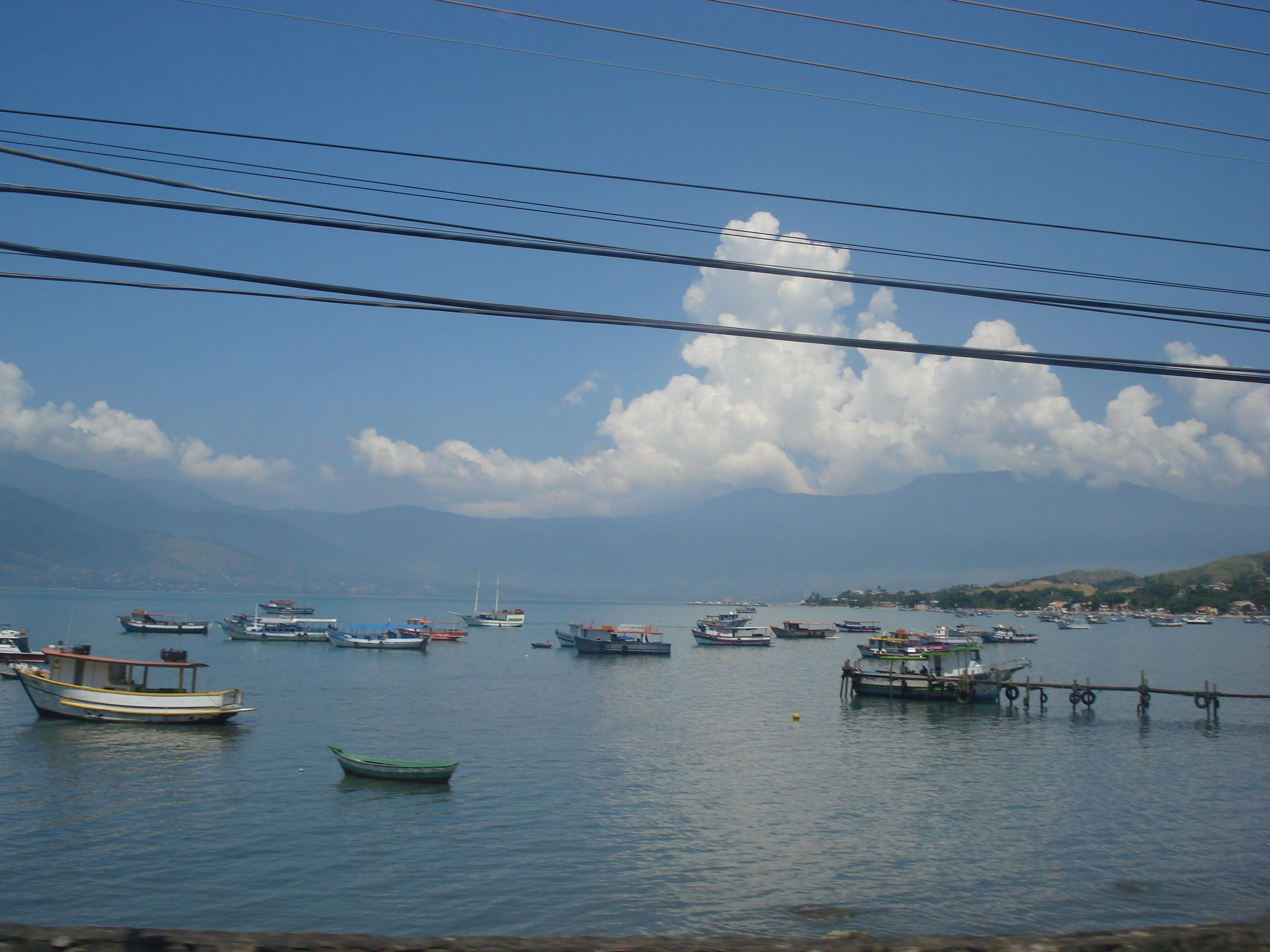
Ilhabela vista de São Francisco.

### Demografia

#### População urbana
| Crescimento população urbana | Crescimento população urbana | Crescimento população urbana | Crescimento população urbana |
| Censo                        | Pop.                         |                              | %±                           |
| ---------------------------- | ---------------------------- | ---------------------------- | ---------------------------- |
| 1970                         | 1 704                        |                              | —                            |
| 1980                         | 3 718                        |                              | 118,2%                       |
| 1991                         | 8 266                        |                              | 122,3%                       |
| 2000                         | 14 395                       |                              | 74,1%                        |
| 2010                         | 18 096                       |                              | 25,7%                        |
| Fonte: IBGE e Fundação SEADE |                              |                              |                              |

#### População total
Pelo Censo 2010 (IBGE) a população total do distrito era de 18 587 habitantes.

### Área territorial
A área territorial do distrito é de 47,556 km².

### Rodovias
Localizado ao norte da cidade, São Francisco da Praia fica a cerca de 6 km do centro da cidade pela Rodovia Doutor Manuel Hipólito Rego (SP-55).

## Serviços públicos

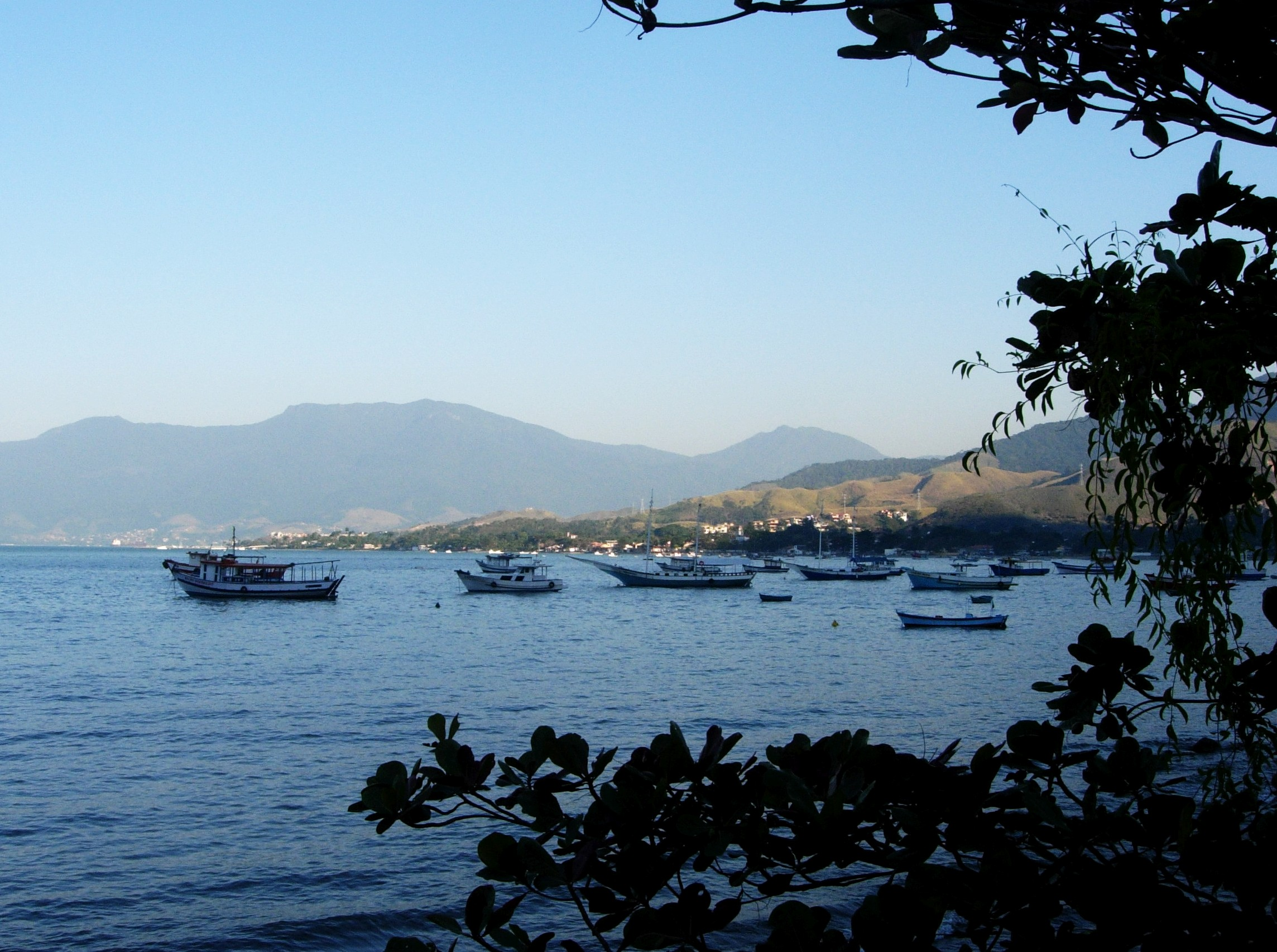
Entardecer na praia.

### Registro civil
Atualmente é feito na sede do município, pois o distrito não possui Cartório de Registro Civil das Pessoas Naturais.

### Saneamento
O serviço de abastecimento de água é feito pela Companhia de Saneamento Básico do Estado de São Paulo (SABESP).

### Energia
A responsável pelo abastecimento de energia elétrica é a EDP São Paulo, antiga Bandeirante Energia.

### Telecomunicações
O sistema de telefones automáticos foi inaugurado no distrito pela Companhia de Telecomunicações do Estado de São Paulo (COTESP) em 1971. Já o sistema de discagem direta à distância (DDD) foi implantado em 1976 pela Telecomunicações de São Paulo (TELESP), com o código de área (0124).
Na década de 90 o código DDD do distrito foi alterado para (012), para padronização do sistema telefônico com a telefonia celular que estava sendo implantada em todo o estado.

## Atividades econômicas
Considerada como "base pesqueira" em São Sebastião, durante o verão a atividade turística e a procura pelo pescado aumentam, deixando São Francisco com um maior movimento de turistas.

## Praias
O distrito possui várias praias:
- Praia da Enseada - É a primeira praia da Costa Norte de São Sebastião, fica aproximadamente à 12 km do centro da cidade. A praia favorece a pesca de mariscos e a pesca de arrasto[22].
- Praia do Kauffman (Prainha).
- Praia das Cigarras - Localizada à 10 km do centro, é quase que estritamente de casas de veraneio, contando com um pequeno Yacht Club[23].
- Praia de São Francisco - Localizada à 6 km do centro, é um tradicional núcleo de pesca, com pequenas casas caiçaras à beira mar. No local também é comum os turistas irem procurar peixes e camarões frescos trazidos pelos pescadores[24].

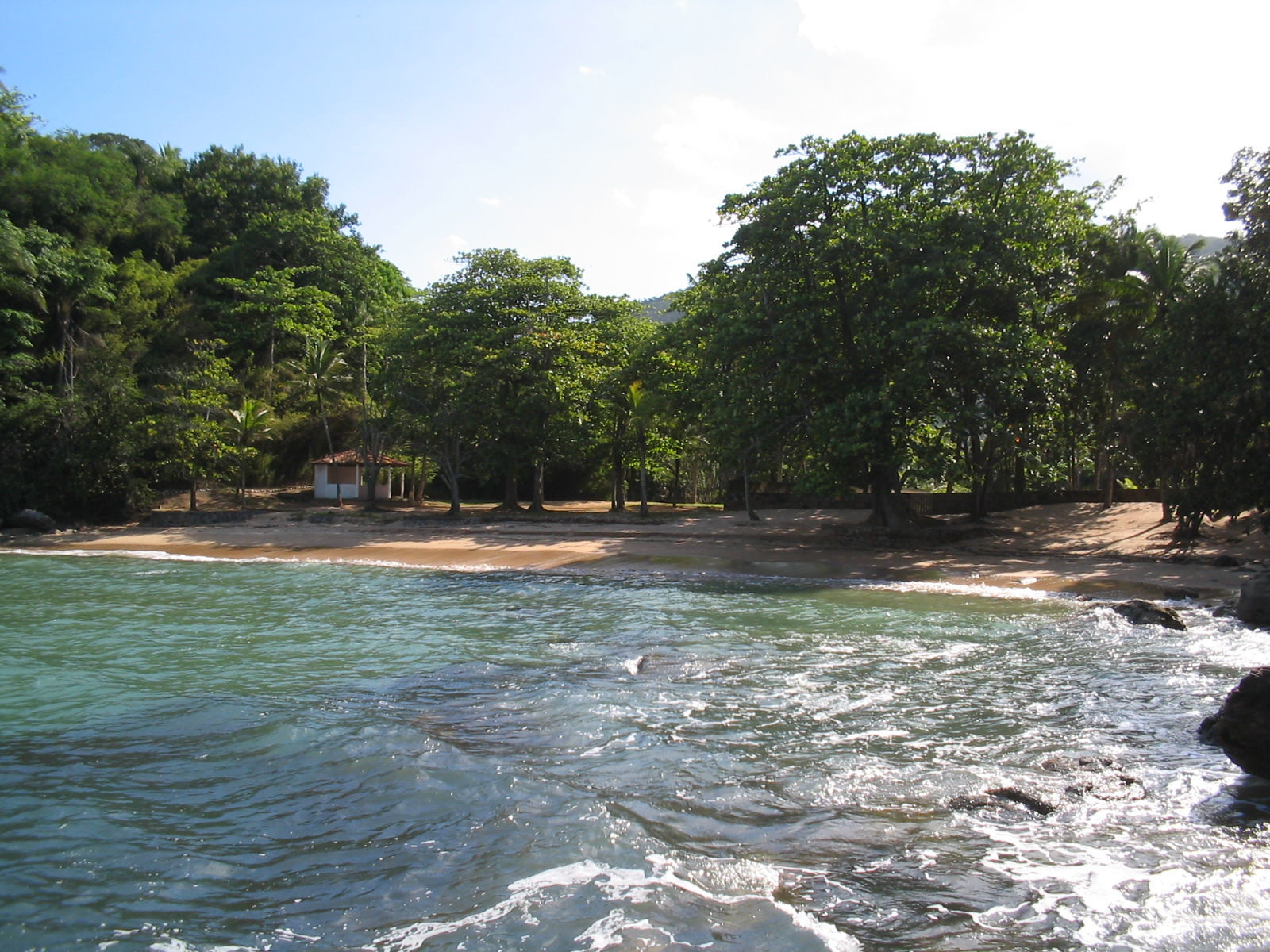
Prainha
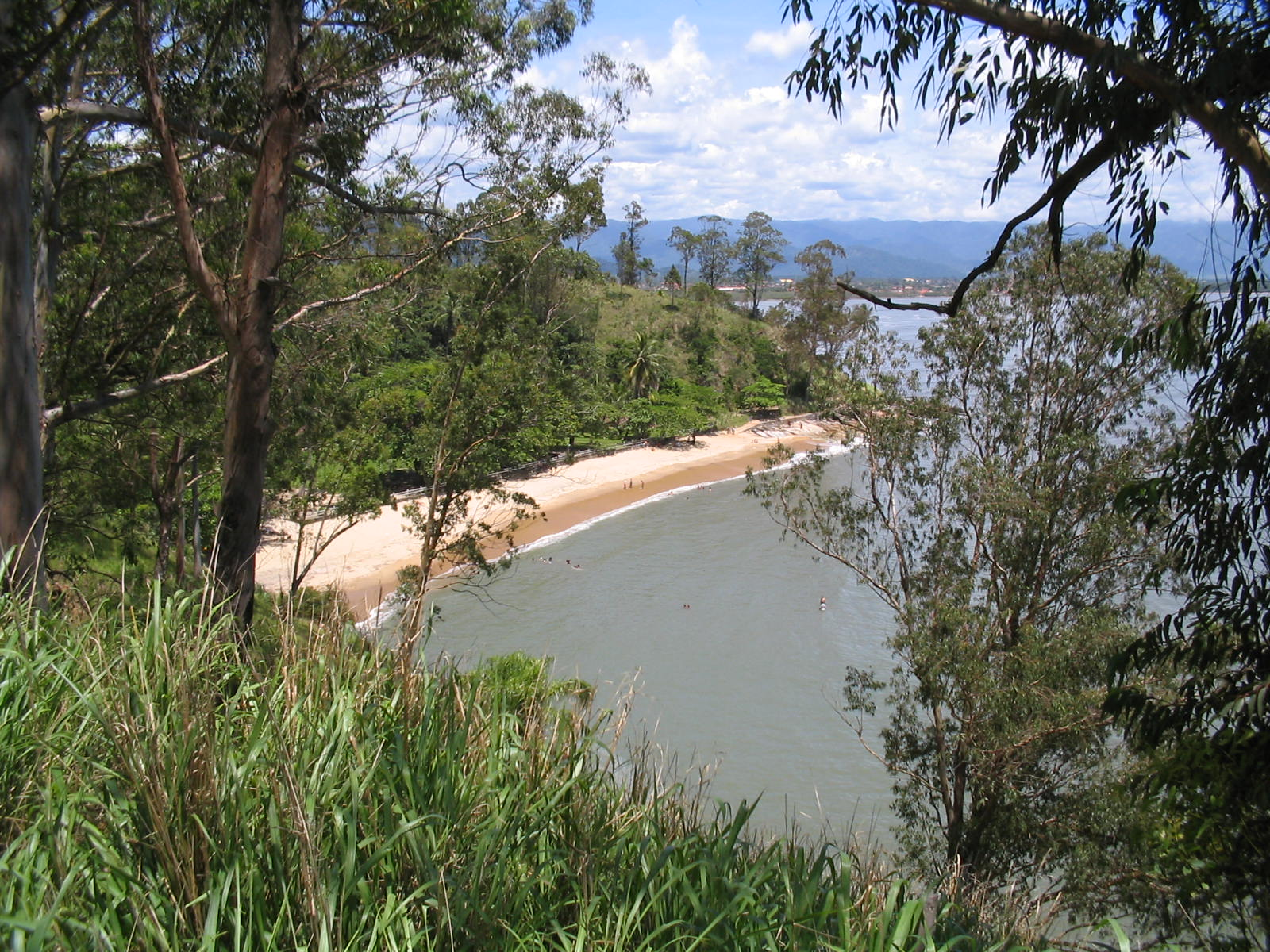
Prainha
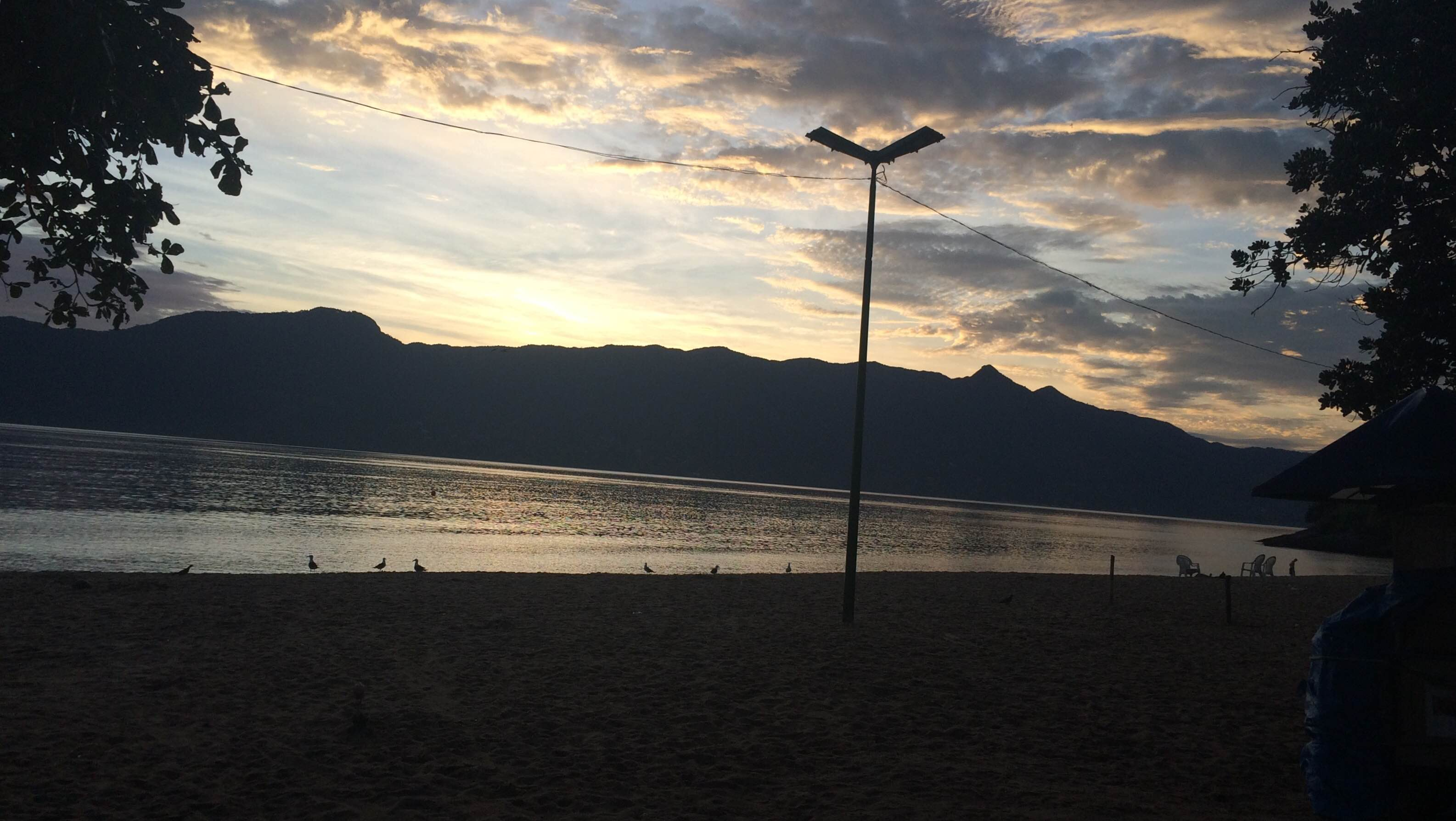
Praia das Cigarras
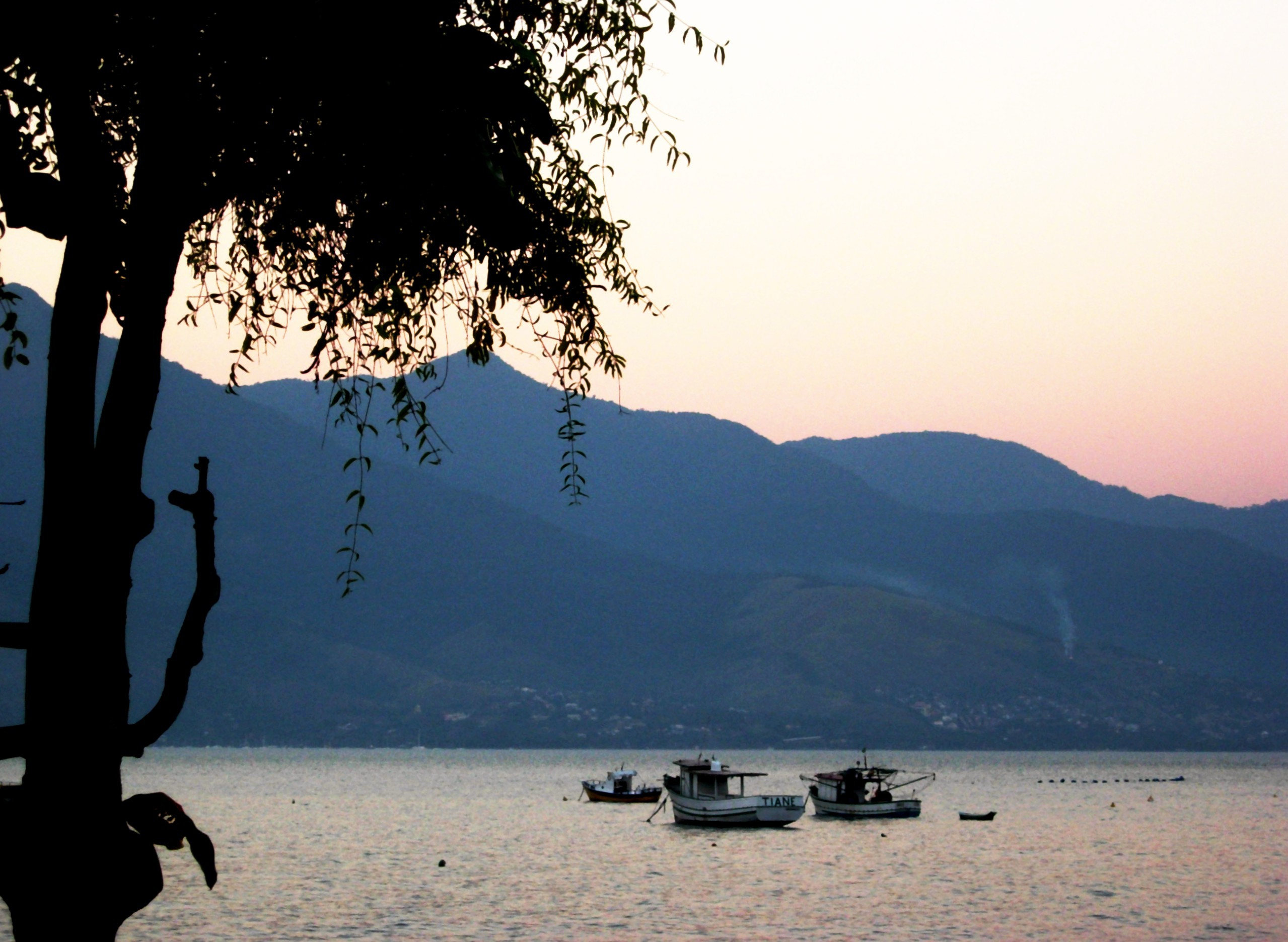
Praia de São Francisco

## Cultura

### Atividades culturais
São Francisco da Praia ainda guarda riquezas da cultura caiçara tradicional presente na cidade de São Sebastião. Em seus laços culturais estão: 
- Panelas de Barro - Técnica desenvolvida pelos caiçaras, a confecção artesanal de panelas de barro foi passada pelos índios Tupinambás mesclada com conhecimentos trazidos pelos escravos.
- Congada de São Benedito.
- GRES Acadêmicos de São Francisco.
- Centro Cultural Batuíra - Em 2011, após a restauração do Centro Cultural Batuíra, foi inaugurado o Auditório Beatriz Puertas, homenagem a poetisa caiçara Beatriz Puertas Moura, que residiu nesse bairro durante sua juventude[25][26].

### Convento Franciscano de Nossa Senhora do Amparo
O local é um patrimônio histórico tombado pelo CONDEPHAAT (Conselho de Defesa do Patrimônio Histórico, Artístico, Arqueológico e Turístico do Estado de São Paulo) no ano de 1972. Também tem sete quarteirões tombados e vários outros edifícios tombados isoladamente.
Construído originalmente em 1637, era ponto de parada dos jesuítas em suas viagens pelo litoral. Em 1934, por ter sido abandonado durante 60 anos, foi reconstruído por encontrar-se em péssimo estado de conservação. Dele fazem parte a igreja, sacristia e claustro. Suas paredes medem um metro de espessura, os batentes são de pedra e a torre possui cobertura abobadada.

## Religião
O Cristianismo se faz presente no distrito da seguinte forma:

### Igreja Católica
- Igreja Nossa Senhora do Amparo - faz parte da Diocese de Caraguatatuba[28].

### Igrejas Evangélicas
- Congregação Cristã no Brasil[29].